# Aga-Kröte

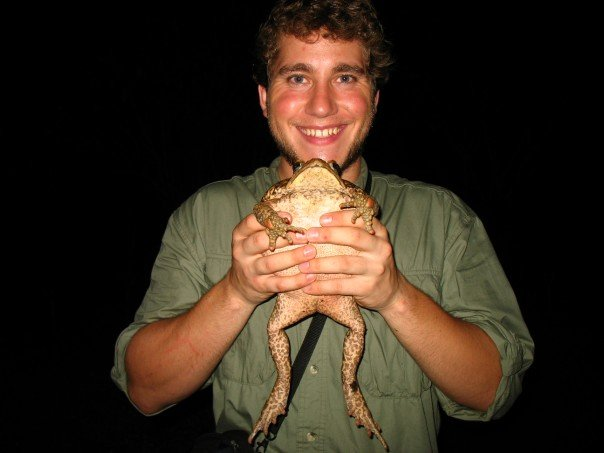
Größenvergleich

Die Aga-Kröte (Rhinella marina, Syn.: Bufo marinus), auch einfach Aga oder Riesenkröte genannt, ist eine Amphibienart aus der früher zu den Echten Kröten (Bufo) gehörenden Gattung Rhinella innerhalb der Familie der Kröten (Bufonidae). Große Exemplare dieser Art erreichen Körperlängen von über 22 Zentimetern. Die Aga-Kröte gehört daher mit dem Goliathfrosch, der Kolumbianischen Riesenkröte, dem Afrikanischen Ochsenfrosch und dem Amerikanischen Ochsenfrosch zu den größten Froschlurchen der Welt.
Heute zählt die ursprünglich auf dem amerikanischen Kontinent beheimatete Kröte zu den Amphibien mit dem größten Verbreitungsgebiet: Bereits im 19. Jahrhundert wurde die Aga-Kröte auf Jamaika und Barbados eingeführt, weil man sich von ihr erhoffte, dass sie die Schadinsekten in den Zuckerrohrplantagen niedrig halten könne. Diese wenig erfolgreiche Praxis wurde vor allem in der Pazifikregion bis weit ins 20. Jahrhundert fortgesetzt. Auf die biologische Vielfalt der Länder und Regionen, in die man Aga-Kröten einführte, hatte dies teilweise erhebliche Auswirkungen.
Die Kröte gehört weltweit zu den bekanntesten Neozoen. Die negativen ökologischen Folgen, die durch ihre künstliche Ansiedlung entstanden sind, dienen heute als Paradebeispiel für die enormen Risiken einer unkontrollierten und unüberlegten biologischen Schädlingsbekämpfung.
Wahrscheinlich handelt es sich bei Rhinella marina um zwei verschiedene Kryptospezies, die morphologisch nur schwer unterschieden werden können. Mehrere molekulargenetische Untersuchungen deuten darauf hin, dass die im ursprünglichen Verbreitungsgebiet östlich bzw. westlich der Anden auftretenden Populationen der Aga-Kröte zwei verschiedene Arten sind.

## Bezeichnung
Angeregt von einer Illustration von Albertus Seba erhielt die Aga-Kröte 1758 durch Carl von Linné die wissenschaftliche Artbezeichnung „marinus“. Im englischen Sprachgebrauch wird die Aga-Kröte gewöhnlich als „cane toad“ bezeichnet. In diesem Namen spiegelt sich wider, dass die Art bereits im frühen 19. Jahrhundert als vermeintlich wirkungsvoller Schädlingsbekämpfer in Zuckerrohrplantagen (Zuckerrohr = „cane“, = „toad“ = Kröte) geschätzt wurde.

## Merkmale

### Erscheinungsbild der Aga-Kröte

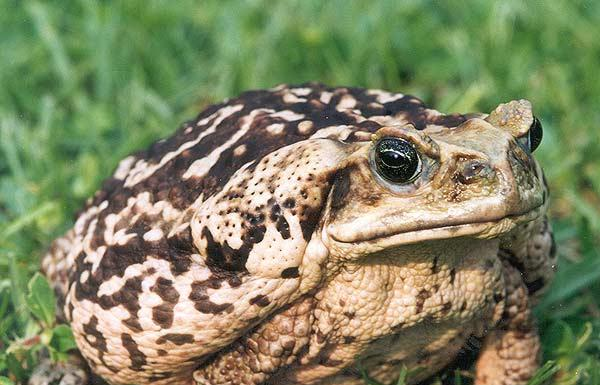
Aga-Kröte, helle Farbvariante

Das Tier hat eine krötentypische, gedrungene Gestalt mit einem kurzschnauzigen, breiten Kopf, sehr auffällig großen, oft dreieckigen Ohrdrüsen (Parotiden), sichtbarem Trommelfell, waagerechten Pupillen, goldener Iris und einer trockenen, warzigen Haut. Über den Augen befindet sich jeweils ein auffälliger Wulst, der über der Schnauze zusammenläuft. Die hinteren Gliedmaßen sind relativ kurz, sodass die Tiere nur kleine Sprünge machen oder auf allen vieren laufen können.
Die Färbung der Oberseite ist ein Graubraun mit dunklen Flecken; die Unterseite ist schmutzig-weiß und manchmal gefleckt. Die Männchen weisen im Unterschied zu den Weibchen häufig an den Körperseiten und an der Kehle braune und gelbe Flecken auf. An den drei inneren Fingern haben Männchen außerdem dunkle Brunstschwielen. In den Paarungsphasen sind die Warzen ihrer Haut oft verhornt, so dass die Weibchen, verglichen mit den Männchen, als „weniger warzig bzw. weicher“ beschrieben werden. Die Jungtiere besitzen anfänglich eine hellere Hautoberfläche, die mit zunehmendem Alter nachdunkelt.
Weibchen können in freier Wildbahn eine Größe von maximal 22,5 Zentimetern erreichen und über ein Kilogramm wiegen; Männchen bleiben kleiner. Das Guinness-Buch der Rekorde nennt aber auch Exemplare, die wesentlich größer wurden. „Prinsen“ (dt. Prinz), ein Individuum, das in Schweden als Haustier gehalten wurde, wies eine Körperlänge von 38 Zentimetern und ein Gewicht von 2,65 Kilogramm auf. Ein in einem Museum in Queensland konserviertes Exemplar war 24,1 Zentimeter lang und wog 1,36 Kilogramm. In einem australischen Nationalpark wurde ein weibliches Tier mit 25 Zentimeter Länge und einem Gewicht von 2,7 Kilogramm entdeckt.
Die Kaulquappen sind einheitlich von schwarzer Farbe. Sie halten sich entweder am Boden ihrer Laichgewässer auf oder sammeln sich dichtgedrängt an Wasserpflanzen. Im Endstadium ihrer Entwicklung erreichen die Larven Körperlängen von bis zu 27 Millimetern. Nach vollzogener Metamorphose sind junge Aga-Kröten lediglich zwischen 5 und 10 Millimeter lang. Sie haben zu diesem Zeitpunkt noch eine glatte, dunkelbraune Haut. Bei manchen Individuen schimmert die Hautoberfläche rötlich bis kupferfarben, ähnlich wie die Jungtiere der Erdkröte.

### Verwechslung mit anderen Arten

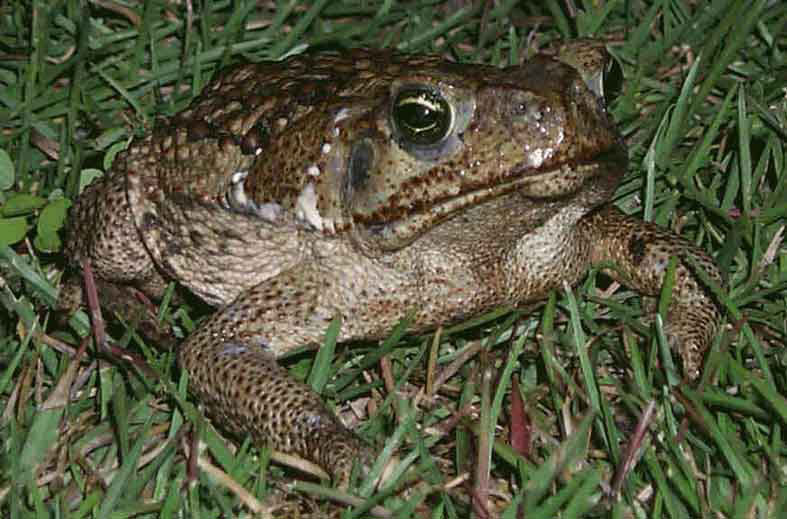
Rhinella marina – Jungtier

In Nord- und Mittelamerika finden sich eine Reihe von Arten aus der Familie der Kröten, die der Aga-Kröte sehr ähneln. Insbesondere im juvenilen Stadium zeigen sich Ähnlichkeiten mit der Südlichen Kröte (Bufo terrestris) Bonnaterre 1789, mit Fowlers Kröte (Bufo woodhousei fowleri) Girard 1854 und mit Schneiders Kröte (Bufo schneideri) Werner 1894.
- Bufo terrestris verfügt jedoch vor den Parotiden über zwei birnenförmige Ausstülpungen und erreicht mit 12 Zentimetern im adulten Stadium nicht die Körpergröße von B. marinus.
- Bufo woodhousei fowleri besitzt einen für diese Art typischen creme-weißen Streifen, der die Kehle entlang verläuft.
- Bufo schneideri weist im Gegensatz zur Aga-Kröte auch an den Hinterbeinen sekretierende Giftdrüsen auf.

## Verbreitungsgebiete und Lebensräume

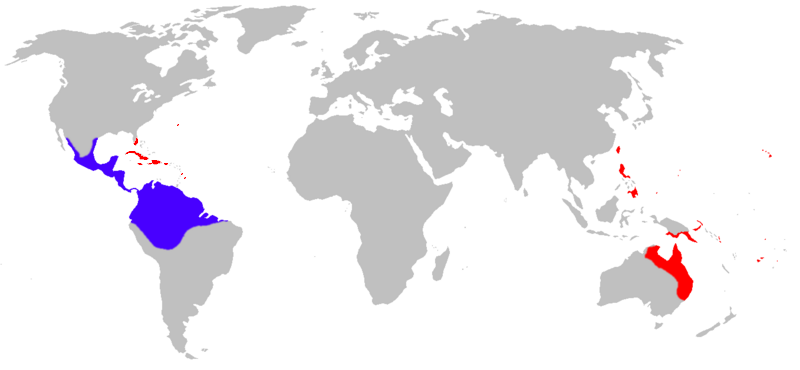
Verbreitungskarte Rhinella marina.
das ursprüngliche Verbreitungsgebiet
die durch Import besiedelten Gebiete

Das natürliche Verbreitungsgebiet der Aga-Kröte reicht vom Amazonasgebiet und dem Südosten von Peru über Mittelamerika bis nach Süd-Texas. In diesem Areal besiedelt sie in erster Linie subtropische Wälder in Wassernähe sowie den tropischen Regenwald. Aga-Kröten sind jedoch ausreichend anpassungsfähig, um auch eine Vielzahl weiterer Habitate zu besiedeln, beispielsweise offenes Grasland, landwirtschaftlich genutzte Flächen, Feuchtgebiete aller Art, Gärten, Parks und durchgrünte Einfamilienhausbereiche. Trockenperioden überleben sie, weil sie bis zu 50 Prozent des Wassergehalts ihres Körpers ohne Schaden verlieren können. Aga-Kröten sind lediglich darauf angewiesen, dass Laichgewässer zumindest zeitweilig zur Verfügung stehen. Sie laichen normalerweise in stehendem oder sehr langsam fließenden Süßwasser. Geringe Salzgehalte werden toleriert; maximal kann der Salzgehalt der Laichgewässer 15 Prozent der Konzentration des Salzgehaltes in Meerwasser betragen, also etwa 0,4 %.
Neben dem natürlichen Verbreitungsgebiet ist die Aga-Kröte durch den Menschen in zahlreichen anderen wärmeren Regionen der Erde eingeführt worden. Dazu zählen Australien, Papua-Neuguinea, die Fidschi-Inseln, die Philippinen, Taiwan, Japan, Hawaii, Florida, Puerto Rico sowie eine Reihe kleinerer Karibik-Inseln und Mauritius.

## Fortpflanzung

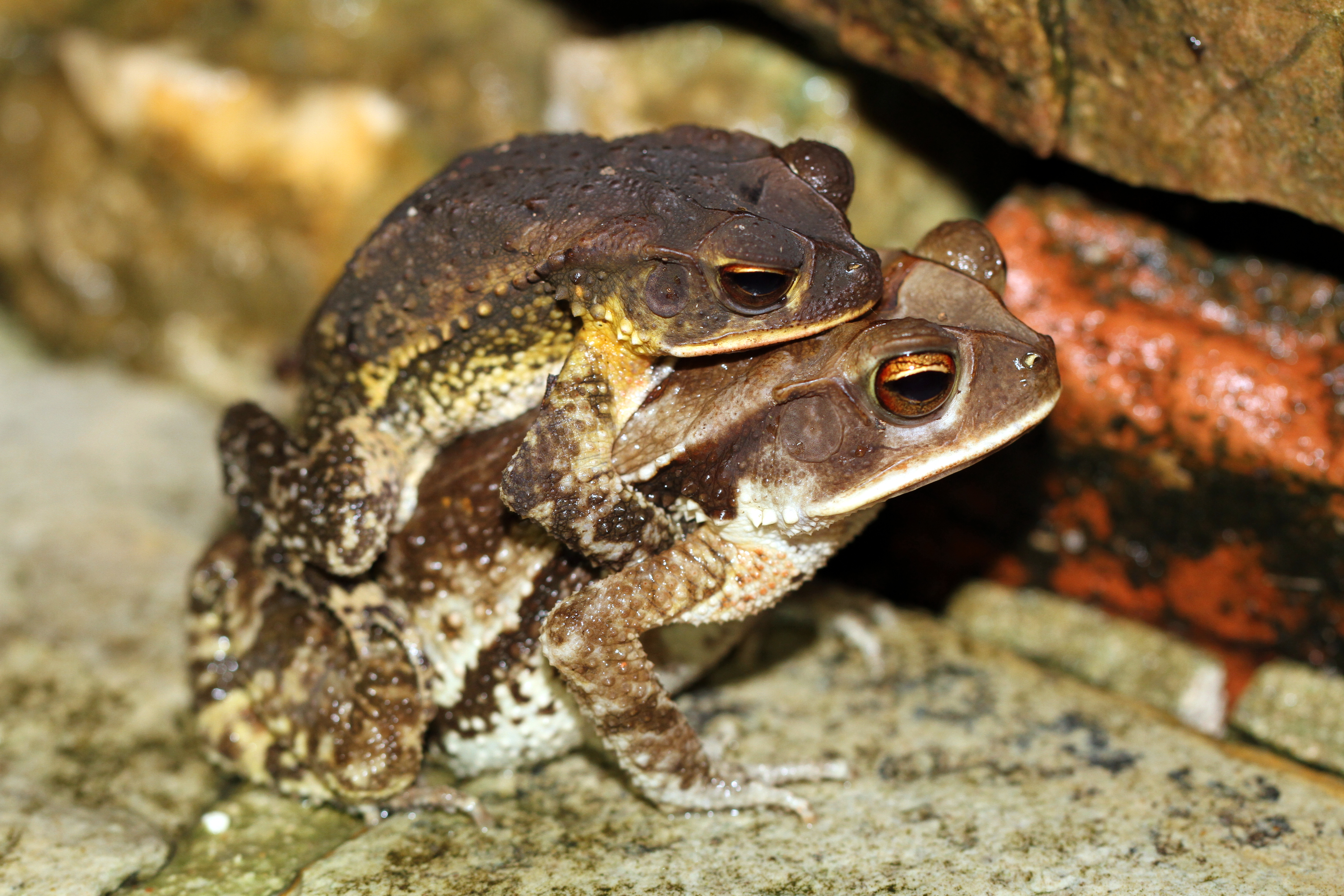
Rhinella marina - Kopula

Als Bewohner tropischer und subtropischer Lebensräume ist die Aga-Kröte bei der Fortpflanzung nicht an bestimmte Jahreszeiten gebunden. Ihre Fortpflanzungsstrategie ist opportunistisch, das heißt, die Kröten pflanzen sich immer dann fort, wenn die Lebens- und Umweltbedingungen günstig sind (z. B. genügend Laichgewässer zur Verfügung stehen). Ein einzelnes Weibchen ist in der Lage, zweimal jährlich zwischen 4.000 und 36.000 Eier zu produzieren. Die Männchen, die ein geeignetes Laichgewässer gefunden haben, locken die Weibchen mit einem langen, lauten und gurgelnden Trillern. In der Literatur wird der Klang dieses Rufes gelegentlich mit dem hellen Brummen eines kleinen, laufenden Motors verglichen.
Nähert sich ein Weibchen, umklammert das Männchen mit seinen Vorderbeinen die Körpermitte des Weibchens. Diese für Froschlurche typische Fortpflanzungshaltung wird als Amplexus bezeichnet. Das Weibchen legt im Wasser daraufhin den Laich in Form von gallertigen Schnüren in der Nähe von Wasserpflanzen ab. Das Männchen besamt den Laich anschließend äußerlich. Die Gelege werden meist in den Flachwasserzonen permanent vorhandener oder temporärer Stillgewässer abgelegt.
Das einzelne Ei ist schwarz; inklusive der umgebenden Gallerte misst es zwischen 4 und 5 Millimeter. Die Zeitdauer bis zum Schlupf der Kaulquappen hängt von der Wassertemperatur ab. In Laichgewässern mit einer Temperatur von 34 Grad Celsius dauert dies lediglich 25 Stunden; misst das Wasser dagegen nur 14 Grad Celsius, schlüpfen die Kaulquappen erst nach 155 Stunden. Auch die Metamorphose von der Kaulquappe zur jungen Aga-Kröte ist von der Umgebungstemperatur abhängig und benötigt zwischen 12 und 60 Tagen.

## Ernährung
Während des Tages halten sich Aga-Kröten unter Steinen, Laub oder Baumstümpfen verborgen oder graben sich in lockerem Boden ein. Erst nachts gehen sie auf Beutefang. Das Nahrungsspektrum der Aga-Kröte ist sehr breit. Zu einem großen Teil besteht es aus lebenden Tieren, die die Kröte überwältigen und im Ganzen verschlingen kann; meist handelt es sich um Insekten, Spinnen, Würmer und Schnecken. Bekannt ist die Aga-Kröte beispielsweise dafür, dass sie vor Bienenstöcken hockt und die mit Nektar und Pollen beladenen Bienen am Einflugloch abfängt. Imker haben bis zu 300 Bienen in einer Aga-Kröte gefunden. Die Aga-Kröte frisst auch andere Amphibien und kleine Säuger wie etwa junge Mäuse. Kannibalismus ist häufig zu beobachten.
Die meisten Froschlurche identifizieren ihre Beute durch deren Bewegung. Die Aga-Kröte kann Nahrung aber auch riechen. Aus diesem Grund ist das Nahrungsspektrum der Aga-Kröte nicht nur auf lebende Tiere begrenzt. Sie frisst Aas und findet Nahrung in Haushaltsabfällen. Regelmäßig findet sie sich an im Freien stehenden Futternäpfen für Haustiere ein. Das breite Nahrungsspektrum gilt als einer der Faktoren, die den Ausbreitungserfolg der Aga-Kröte begünstigen.

## Lebenserwartung und Fressfeinde

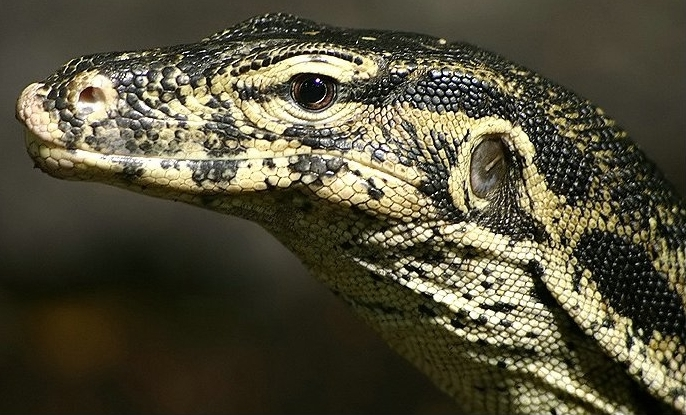
Der Bindenwaran zählt zu den wenigen Fressfeinden der Aga-Kröte

Aga-Kröten können in freier Wildbahn ein Alter zwischen 10 und 15 Jahren erreichen. In Gefangenschaft gehaltene Tiere werden bis zu 20 Jahre alt. In ihren natürlichen Verbreitungsgebieten tragen Parasiten dazu bei, die Populationszahlen dieser Art niedrig zu halten. Hinzu kommt eine Reihe von Fressfeinden wie etwa der Breitschnauzenkaiman, die Schlangenart Leptodeira annulata und einige Ibisse. Die Kaulquappen werden von einigen Angehörigen aus der Familie der Aale, von verschiedenen Arten der Killifische, von dem Flaggenschwanz Kuhlia rupestris und einigen Welsarten gefressen. Insbesondere auf junge Aga-Kröten ist der Jagddruck sehr hoch. Man schätzt, dass nur 0,5 Prozent der jungen Aga-Kröten das fortpflanzungsfähige Alter erreichen.
In den Regionen, in denen Aga-Kröten ausgesetzt wurden, fehlen die Parasiten, die im natürlichen Verbreitungsgebiet dazu beitragen, dass die Populationszahlen niedrig bleiben. Zu den Fressfeinden in den Einführungsgebieten zählt unter anderem der Keilschwanzmilan (Haliastur sphenurus), die Schwimmratte (Hydromys), die Hausratte sowie der Bindenwaran (Varanus salvator), der, nach anderen Quellen, jedoch selbst durch die Giftigkeit der Agakröte gefährdet ist. Es gibt vereinzelte Hinweise, dass auch Eulenschwalme (Podargus) Aga-Kröten fressen. In Australien setzen Ökologen große Hoffnungen in die Ameise Iridomyrmex reburrus, welche hauptsächlich junge Kröten angreift.
Fressfeinde besitzen entweder eine Toleranz gegenüber den giftigen Sekreten der Aga-Kröten oder sind in ihren Verhaltens- und Fressstrategien so angepasst, dass sie nur geringfügige bis keine Dosen des Hautgiftes aufnehmen.

## Hautgifte
Gegen potentielle Angreifer und Fressfeinde setzen sich Aga-Kröten mit ihren giftigen Hautsekreten zur Wehr. Die Giftstoffe werden sowohl über die beiden großen Hinterohrdrüsen (Parotiden) als auch über Hautdrüsen am Rücken abgesondert. Bei deutlicher Bedrängnis kann dies auch spritzend (Extrusion) erfolgen. Im Hautsekret sind mehrere Bufotoxine wie Bufotenin, Dimethyltryptamin (DMT), 5-MeO-DMT, Bufotalin und Katecholamine (Adrenalin und Noradrenalin) enthalten. Epidermis, Augen und Mundschleimhäute des Angreifers werden hierdurch stark gereizt. Oraler Kontakt kann je nach aufgenommener Sekretmenge für Säugetiere, Vögel und Reptilien tödlich sein. Über Hunde wird berichtet, dass sie innerhalb von 15 Minuten an den Giftstoffen starben, nachdem sie eine Aga-Kröte apportiert hatten.
Auch beim Menschen kommt es bei direktem Kontakt zu starken Schleimhaut- und Hautreizungen. Selbst Todesfälle sind inzwischen bekannt, allerdings nur nach Verzehr der Tiere oder ihrer Eier. Generell sollte man sich ausgewachsenen Exemplaren in freier Wildbahn mit Ruhe und Bedacht nähern. Ebenso ist beim Fotografieren in unmittelbarer Nähe der Tiere Vorsicht geboten.
Bereits Laich und Larven von Rh. marina verfügen über toxische Abwehrstoffe. Die geringste Toxizität weisen Aga-Kröten kurz nach der Metamorphose auf. Zu diesem Zeitpunkt sind sowohl die Hinterohrdrüsen als auch die innersekretorische Produktion der Hautgifte noch nicht vollständig entwickelt.

## Die Aga-Kröte als Neozoon

### Ansiedlung im Rahmen der biologischen Schädlingsbekämpfung
Aga-Kröten wurden in viele Regionen der Welt importiert, weil man lange Zeit der Auffassung war, dass diese Amphibienart bei der Bekämpfung landwirtschaftlicher Schädlinge erfolgreich eingesetzt werden könne. So fanden erste Ansiedlungen bereits im Jahr 1844 auf den Zuckerrohr-Plantagen der Karibikinseln Martinique, Barbados und Jamaika statt. Auf Jamaika wurde beabsichtigt, die Kröten zur Bekämpfung der dort herrschenden Rattenplage einzusetzen, was sich nach einiger Zeit als Fehlschlag herausstellte. Ausgewachsene Exemplare der Aga-Kröten fangen und verzehren zwar häufig Mäuse und Ratten, jedoch nur bis zu einer bestimmten Körpergröße. Ausgewachsene, geschlechtsreife Wander- und Schiffsratten (syn. Hausratte) können von den Kröten nicht mehr überwältigt werden. Somit blieb diese Maßnahme ohne Wirkung.
Im Jahr 1920 erfolgte der Import von Aga-Kröten nach Puerto Rico. Dort sollten die Kröten zur Reduktion eines der gefürchtetsten Schädlinge des Zuckerrohrs beitragen. Es sind die Larven des Käfers Lepidoderma albohirtum, die sich in die Stängel der Zuckerrohrpflanzen bohren und damit erhebliche Schäden anrichten. Die Ansiedlung der Aga-Kröte, die sich bereits im Jahre 1932 in ganz Puerto Rico ausgebreitet hatte, war am Anfang tatsächlich von einem auffallenden Rückgang der Zuckerrohr-Schädlinge begleitet. Auf einer wissenschaftlichen Tagung über den Anbau von Zuckerrohr, die 1932 auf Puerto Rico stattfand, wurde Rhinella marina so überzeugend als erfolgreicher Schädlingsbekämpfer dargestellt, dass die Tagungsteilnehmer aus Hawaii Aga-Krötenlaich gleich für die Ansiedlung mit in ihre Heimat nahmen. Australische Zuckerrohranbauer waren ebenfalls von den Erfolgen auf Puerto Rico so beeindruckt, dass sie den Einführungsversuch auf Hawaii aufmerksam mitverfolgten. Die puerto-ricanischen Wissenschaftler hatten etwas Wichtiges übersehen. Die Ursache für den starken Rückgang des Zuckerrohrschädlings war nicht die Ansiedlung der Aga-Kröte, sondern waren klimatische Faktoren. Puerto Rico erlebte in dem besagten Zeitraum mehrere Schlechtwetterperioden. Insbesondere die Jahre von 1931 bis 1936 waren durch hohe Niederschlagsmengen im direkten Wechsel mit ungewöhnlich trockenen Monaten gekennzeichnet. Diese für Puerto Rico ungewöhnliche Wetterkonstellation schränkte die natürliche Vermehrungsrate des Zuckerrohrschädlings beträchtlich ein. Spätestens als 1943 und 1948 trotz einer hohen Bestandsdichte an Aga-Kröten die Zuckerrohrernte wegen des hohen Schädlingsbefalls erneut niedrig ausfiel, war endgültig klar, dass die Einführung der Aga-Kröte nicht die Lösung für dieses Problem gebracht hatte. Zu diesem Zeitpunkt war Rhinella marina bereits wegen ihres vermeintlichen Erfolgs in der Schädlingsbekämpfung nicht nur auf Hawaii und in Australien eingeführt, sondern auch in zahlreichen anderen Ländern. Einzig in Ägypten war die Ansiedlung gescheitert.

### Auswirkungen auf die Fauna Australiens

#### Ansiedlung und Ausbreitung in Australien

Die Ausbreitung der Aga-Kröte in Australien von 1940 bis 1980

Angeregt durch die positiven Berichte aus Puerto Rico und die erfolgreiche Einbürgerung auf Hawaii wurden 101 der Kröten im Jahr 1935 in Australien durch Mitarbeiter einer in Cairns ansässigen landwirtschaftlichen Versuchsanstalt eingeführt. 1936 wurden nochmals 41.800 Jungkröten in Cairns, Gordonvale, Innisfail und Tully im Nordosten Australiens ausgesetzt. Die Aussetzung der Tiere erfolgte, obwohl bereits 1935 kritische Stimmen vor der Ansiedlung dieser sehr vermehrungsfreudigen Amphibienart warnten. Für einige wenige Monate hatte die australische Regierung sogar die Freilassung von Aga-Kröten untersagt, bevor sie den Forderungen der Besitzer von Zuckerrohrplantagen nachgab. Die Kritiker beruhigte der für die Einführung verantwortliche Reginald Mungomery 1936, indem er darauf verwies:

„Die Ansiedlung in Queensland erfolgte nach einer sorgfältigen Abwägung des Für und Wider und nachdem das Verhalten der Kröte bis heute keinen Anlass für die Befürchtung gibt, dass wir uns in unserem Urteil über sie getäuscht haben.“

Die jährliche Bestandszunahme von Rh. marina wird in Australien auf etwa 25 Prozent geschätzt. Begleitet wird diese rapide Zunahme durch eine explosionsartige Ausdehnung ihres Verbreitungsgebietes. Ausgehend von Queensland wurden Aga-Kröten das erste Mal in New South Wales im Jahre 1978 und im Northern Territory 1984 beobachtet. Im Herbst 2010 erreichten sie Kununurra und die Kimberleys in Western Australia. Inzwischen (Stand 2016) gibt es schätzungsweise mehr als 200 Millionen Aga-Kröten in Australien.
Die Geschwindigkeit, mit der die Krötenpopulation ihr Verbreitungsgebiet ausdehnt, wird auf etwa 40 Kilometer pro Jahr geschätzt. Von den Kröten an der westlichen Grenze ihres Verbreitungsgebietes wird sogar berichtet, dass sie längere Hinterbeine entwickelt haben. Es wird angenommen, dass aufgrund des internen Populationsdrucks Individuen mit längeren Beinen weiter wandern können, um damit schneller in neue Lebensräume vorzudringen, was Vorteile sowohl für die Ernährung als auch für die Fortpflanzung mit sich bringt.

#### Auswirkungen der Ansiedlung
Der australische Kontinent war über einen so langen geologischen Zeitraum von den übrigen Kontinenten isoliert, dass sich dort ein völlig eigenständiges Ökosystem entwickelt hat, das besonders sensibel auf nichtheimische, eingeschleppte Arten reagiert. Die Einführung einer euryöken (hoch anpassungsfähigen) Amphibienart wie Rh. marina, die aufgrund ihrer giftigen Hautdrüsensekrete (Bufadienolide) nur wenige Fressfeinde hat und sich durch hohe Vermehrungsraten (r-Strategie) und ein breites Nahrungsspektrum auszeichnet, musste zwangsläufig negative Auswirkungen auf das empfindliche Ökosystem Australiens haben. Heutigen Schätzungen nach übersteigt inzwischen die Bestandszahl von Rh. marina die gesamte Individuenzahl aller zweihundert in Australien heimischen Froschlurcharten.
Das Verschwinden einer Reihe in Australien endemischer Arten wird in direkten Zusammenhang mit der künstlichen Ansiedlung der Aga-Kröte gebracht. Hiervon sind nicht nur Amphibienarten betroffen, sondern beispielsweise auch Schlangen und Warane; beim Arguswaran (Varanus panoptes) etwa wurden lokale Bestandseinbrüche von bis zu 90 % verzeichnet, nachdem die Agakröte in seinen Lebensraum eingewandert war. Auch der Beutelmarder wird durch die giftigen Drüsensekrete der B. marinus in Mitleidenschaft gezogen. Naturräume, in die die Aga-Kröte vorgedrungen ist, weisen nach einiger Zeit eine deutliche Reduzierung bis hin zum Verschwinden von einheimischen Waranarten auf. Es gibt Hinweise und Beobachtungen, dass diese hochentwickelten Reptilien es mittlerweile gelernt haben, B. marinus als Beutetier zu meiden. Schlangen scheinen diese Lernfähigkeit nicht zu besitzen. So sind beispielsweise die Schlangenarten Acanthophis antarcticus, Pseudechis guttatus und Pseudechis porphyriacus in Regionen mit Aga-Krötenbeständen sehr selten geworden.
Der Kakadu-Nationalpark, der zum Weltnaturerbe gehört, zählt zu den Regionen, die in den letzten Jahren besiedelt wurden. Auch hier rechnet man mit einer deutlichen Auswirkung auf die biologische Vielfalt. Als größtes Risiko wird bewertet, dass sich Räuber durch die Aga-Kröten vergiften. Andere Verdrängungsfaktoren, wie eine verschärfte Konkurrenz um Ressourcen und ein erhöhter Jagddruck auf einheimische Tierarten durch die Kröte, werden zwar als ebenfalls signifikant, im Vergleich zu diesem Risiko jedoch als weniger bedeutsam eingeschätzt.
Erstaunlich ist dabei nicht nur die Geschwindigkeit, mit der sich die Aga-Kröte neue Gebiete in Australien erschließt, sondern auch die Bestandsdichte. In Queensland gilt sie als die häufigste Wirbeltierart. Während in Südamerika selbst in dichtbesiedelten Regionen an Laichgewässern nur selten mehr als 20 ausgewachsene Tiere je 100 Meter Uferlinie beobachtet werden, hat man im australischen Queensland teilweise 1000 bis 2000 ausgewachsene Kröten je 100 Meter Uferlinie gezählt.
Mit schätzungsweise 200 Millionen Exemplaren in Australien (Stand 2020), hat die Aga-Kröte nicht nur den Status einer biologischen Invasion erreicht, sondern ihr Verhalten darüber hinaus auf besondere Art angepasst, um das Überleben der Art dauerhaft sicherzustellen. Hier fressen die Kaulquappen sowohl den Laich der eigenen Art (Oophagie) als auch Schlüpflinge (Adelphophagie), um den zuerst geschlüpften Kröten die bestmöglichen Überlebenschancen zu garantieren. Forscher sehen in diesem Verhalten eine Form der evolutionären Anpassung an den begrenzten Lebensraum. Das in Australien beobachtete Verhalten ist in der südamerikanischen Heimat der Kröten unbekannt.

#### Anpassungen der Fressfeinde an die Kröte
Für einige einheimische Arten in Australien gehört die Aga-Kröte inzwischen zum Nahrungsspektrum. Greifvögel wie etwa der Schwarzmilan (Milvus migrans) haben es gelernt, sich bei Angriffen auf die Kröte auf die Körperunterseite zu konzentrieren. Sie vermeiden damit den Kontakt mit den giftproduzierenden Drüsen an Rücken und Kopf. Im Northern Territory ist Litoria dahlii (ein Australischer Laubfrosch) offenbar in der Lage, sowohl Kaulquappen als auch junge Kröten zu fressen, ohne durch die Giftstoffe Schaden zu nehmen. Dies scheint die Ursache dafür zu sein, dass sich die Aga-Kröten in einigen Gebieten des Northern Territory langsamer ausbreiten, als man befürchtet hatte. Von einigen Schlangenarten wird berichtet, dass sie kleinere Kiefer entwickelt hätten, so dass sie nicht mehr in der Lage sind, große Aga-Kröten zu verschlingen, die entsprechend mehr Gift enthalten.

#### Wissenschaftliche Gegenmaßnahmen
Die bis jetzt erfolgreichste Maßnahme zur Bekämpfung der Aga-Kröte besteht darin, sie mit Hilfe von ultraviolettem Licht anzulocken und dann zu töten. In der Forschungsorganisation „CSIRO“ (Commonwealth Scientific Industrial Research Organization) arbeiteten Wissenschaftler zuletzt an einer biologischen Waffe gegen die vom Menschen freigesetzten Kröten. Ein „entschärftes“ Amphibienvirus sollte in das Erbgut der Tiere eingeschleust werden, welches das Erreichen der Geschlechtsreife verhindern soll, die normalerweise mit etwa 12 bis 18 Monaten einsetzt. Inzwischen musste dieses Projekt abgebrochen werden, weil sich herausstellte, dass auch schutzbedürftige einheimische Amphibien davon negativ betroffen werden. Von der Einführung der Parasiten und Viruserkrankungen, die in Südamerika die Bestandszahlen der Aga-Kröte niedrig halten, musste Abstand genommen werden, weil ein ausreichender Schutz der heimischen Froschlurcharten nicht gewährleistet war.
2006 teilte die University of Queensland mit, dass sie an einem Gen forsche, das bei Weibchen der Aga-Kröte zu einer Geschlechtsumwandlung führe. Hier bestehen bereits Bedenken, dass eine Ausbreitung auf andere Amphibienarten nicht verlässlich verhindert werden könnte. Es bestehen außerdem Befürchtungen, dass eine Verbreitung dieses Gens in die ursprünglichen Verbreitungsgebiete der Aga-Kröte möglich ist.
Eine Herausforderung ist die Beseitigung von Kadavern der Aga-Kröte. Zu den Lösungsversuchen gehört ihre Verarbeitung in flüssigen Dünger. Mittlerweile wurden Wege entwickelt, die Haut der Aga-Kröten als Leder sowohl für Kleidung als auch Accessoires zu verarbeiten.
2011 veröffentlichten Wissenschaftler um Daniel Florance eine Studie zum Verhältnis der Aga-Kröte zu künstlichen Wasserstellen. Sie stellten fest, dass die Ausbreitung der Art im trockenen Australien wesentlich durch von Menschen geschaffene, künstliche Wasserkörper begünstigt wurde. Sie schlagen vor, Kröten systematisch von solchen ansonsten ökologisch wenig bedeutsamen Wasserstellen fernzuhalten, um mögliche Ausbreitungskorridore für die Kröte zu schließen. Es sollten Krötenzäune um Teiche, Kanäle etc. angelegt werden – die auf Wasser angewiesenen Amphibien lassen sich dann leicht an diesen Zäunen einsammeln.

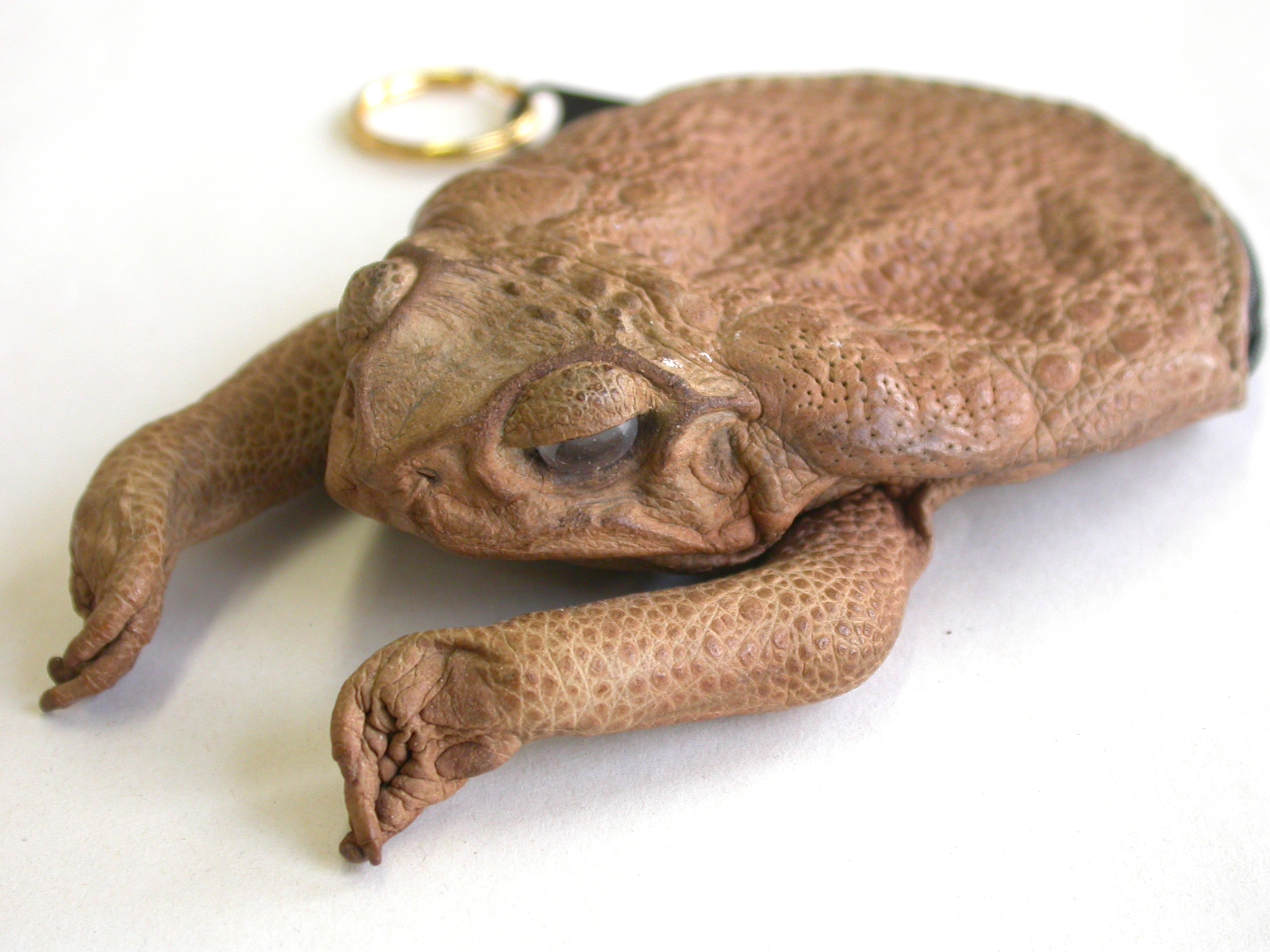
Aga-Kröte zur Geldbörse verarbeitet – ein Ausdruck der Abneigung der meisten Australier gegen diese Krötenart

#### Einstellung der Australier zur Aga-Kröte
Die Probleme, die Neobiota wie Kaninchen, Wasserbüffel, Broncos oder Wasserhyazinthen auf dem australischen Kontinent verursachen, sind den meisten Australiern bewusst. Die besondere Problematik der Aga-Kröte ist den Australiern unter anderem durch den Dokumentarfilm „Cane Toads: An unnatural history“ aus dem Jahre 1988 bekannt. Der Film wird bis heute häufig im Rahmen der Umwelterziehung in Schulen verwendet.
Die Aga-Kröte wird mit besonderer Heftigkeit abgelehnt. Viele Australier sammeln Aga-Kröten in Plastiktüten und töten sie anschließend durch Einfrieren. Andere erschlagen sie mit Golf- oder Cricketschlägern. Im April 2005 forderte Dave Tollner, ein Abgeordneter des Northern Territory Parlaments, solche Tötungsweisen zu legalisieren. Diese Forderung ist jedoch von zahlreichen Tier- und Naturschutzgruppen empört abgelehnt worden.
Die Haltung der Australier gegenüber der Aga-Kröte ist in verschiedenen Filmen und Büchern thematisiert worden. Morris Gleitzmann ist der Autor eines Kinderbuches mit dem Titel „Toad Rage“. Der Titel ist ein Wortspiel und kann sowohl als „Krötenwut“ als auch „Krötenbegeisterung“ übersetzt werden. In dem Buch begibt sich die Aga-Kröte Limpy auf eine Reise, um zu verstehen, warum die Menschen so ablehnend auf Aga-Kröten reagieren. Der Erfolg des ersten Bandes inspirierte Morris Gleitzmann zu zwei Fortsetzungen, die unter dem Titel „Toad Heaven“ (Krötenhimmel) und „Toad away“ (Kröte weg) erschienen. Der Kurzfilm „Cane Toad – What happened to Baz“ befasst sich gleichfalls mit der Haltung der Australier gegenüber der Aga-Kröte. Der Film wurde 2003 auf dem St. Kilda Film Festival als beste Komödie ausgezeichnet. Der Humor des Filmes setzt jedoch voraus, dass man sich der problematischen Beziehung zwischen Australiern und Aga-Kröten bewusst ist. Die ausländischen Reaktionen auf diesen Film waren daher deutlich verhaltener.

## Aga-Kröten als Quelle von Wirkstoffen
Von manchen Drogenkonsumenten werden die giftigen Hautdrüsensekrete der Aga-Kröten zur Stimulation genutzt. Dabei wird das „gemolkene“ Sekret getrocknet und anschließend über eine Pfeife inhaliert. Abgesehen von den tierquälerischen Praktiken, die bei der Gewinnung des Drüsensekretes vollzogen werden, setzen sich die Konsumenten großen gesundheitlichen Gefahren aus. Das Sekret enthält neben den Halluzinogenen DMT und 5-MeO-DMT auch zahlreiche Giftstoffe. Durch den Konsum kommt es zu einer erhöhten Herzfrequenz durch die Katecholamine, während die Bufotoxine wiederum die Herzfrequenz senken. Dies kann unter anderem zu Herzrhythmusstörungen, Bluthochdruck und epilepsieartigen Verkrampfungen führen. Es wird berichtet, dass Drogenkonsumenten die Kröten lecken, um so Bufotenin aufzunehmen. Bufotenin löst milde Halluzinationen aus, die ca. eine Stunde andauern sollen. Das Sekret der Aga-Kröte enthält Bufotenin jedoch nur in sehr geringen Mengen, während andere Toxine in großen Mengen vertreten sind. Das Ablecken von Aga-Kröten kann daher ernsthafte Erkrankungen und sogar den Tod zur Folge haben.
Nachdem unter anderem eine epidemiologische Umfrage von 515 Personen mit psychischen Erkrankungen (darunter Depressionen, PTBS und Angstzustände) auf eine deutliche Linderung der Symptome durch inhaliertes 5-MeO-DMT hingewiesen hatte, testete eine Studie zwischen den Jahren 2017 und 2019 den Einfluss von Ibogain und dem Sekret der Aga-Kröte 5-MeO-DMT auf den psychischen Gesundheitszustand von 65 Veteranen US-amerikanischer Spezialeinheiten. Zunächst wurde Ibogain den Probanden intravenös zugeführt, einen Tag später 5-MeO-DMT inhaliert. Nach der Behandlung zeigten sich im Vergleich zu vorher jeweils signifikant verminderte Suizidgedanken, kognitive Beeinträchtigungen, Symptome von PTBS und Depressionen, sowie eine gesteigerte psychische Flexibilität. Teilweise berichteten die Probanden von Symptommessungen unter dem klinischen Grenzwert.